# 김사인
김사인(金思寅, 1956년 3월 30일~)은 대한민국 시인이다. 1956년 대한민국 충북 보은에서 태어나, 1982년 ‘시와 경제’에 동인으로 참가하면서 시를 쓰기 시작했다. 서울대학교 국어국문학과를 졸업하고 고려대학교 대학원 국어국문학과에서 석사과정을 수료했다.

## 생애
1974년에 서울대 국문학과에 입학한 김사인은 《대학신문》에 〈戀詩를 위한 이미지 연습〉(1976. 3. 29), 〈밤 지내기〉(1976. 9. 27) 등의 시를 발표한 청년 문사였다. 대학의 학생 시위가 계속되던 1970년대 후반인 1977년 11월 18일 ‘서울대 반정부 유인물 배포 미수 사건’에 연루되어 74학번 동기들과 함께 구속되면서 그의 고초는 시작되었다. 1980년대에 들어서서 그는 시인으로, 평론가로 등단하고 민중문학 진영의 이론가로 활동하며, 1982년 《한국문학의 현단계》에 평론 〈지금 이곳에서의 시〉를 발표했다.
1987년 이후에는 노동문학에 관심을 기울이면서 조정환, 박노해와 더불어 1989년 3월에 ‘노동해방문학’을 창간하고 발행인이 되었다. 1987년 10월에 첫 시집 《밤에 쓰는 편지》(도서출판 청사)를 펴냈으며, 후기에 ‘심약과 우유부단함’과‘노동과 사랑’이라는 자신의 성격과 시의 지향점을 썼다.
| “ | 예리한 비수로 새파랗게 날 서/ 수직으로, 온몸을 던져 수직으로/ 솟구쳐/ 바람의 멱통을 쪼아, 쪼아/ 피투성이 육신으로/ 쪼아 / (중략) /살아/ 건널까 작은새 | ” |
|   | — 〈새〉 |   |

| “ | 굽은 허리가/ 신문지를 모으고 상자를 접어 묶는다/ 몸빼는 졸아든 팔순을 담기에 많이 헐겁다/ 승용차가 골목 안으로 들어오자/ 벽에 바짝 붙어 선다/ 유일한 혈육인양 작은 밀차를 꼭 잡고/ / 저 고독한 바짝 붙어서기/ 더러운 시멘트벽에 거미처럼/ 수조 바닥의 늙은 가오리처럼 회색벽에/ (중략) /차가 지나고 나면/ 구겨졌던 종이같이 할머니는/ 천천히 다시 펴진다/ 밀차의 바퀴 두개가/ 어린 염소처럼 발꿈치를 졸졸 따라간다/ (중략) /목이 메인다/ 방 한 구석 힘주어 꼭 짜놓은 걸레를 생각하면 | ” |
|   | — 〈바짝 붙어서다〉 |   |

첫 시집을 낸지 19년 후인 2006년 4월에 두 번째 시집 《가만히 좋아하는》(창비)를 냈다.
| “ | 헌 신문지 같은 옷가지들 벗기고/ 눅눅한 요위에 너를 날것으로 뉘고 내려다본다/ 생기 잃고 옹이진 손과 발이며/ 가는 팔다리 갈비뼈 자리들이 지쳐 보이는구나/ (중략) / 네 노고의 헐한 삯마저 치를 길 아득하다/ 차라리 이대로 너를 재워둔 채/ 가만히 떠날까도 싶어 네게 묻는다/ 어떤가 몸이여 | ” |
|   | — 〈노숙〉 |   |

이 시를 표제로 한 시집에 발문을 썼던 평론가 임우기는 “정수리로 내려치는 우레 같은 시”라고 했다.  현재 동덕여자대학교 문예창작학과 교수(2002~)로 재직하고 있다.

## 학력
- 대전고등학교
- 서울대학교 국문학과 졸업
- 고려대학교 대학원 국문학과 수료

## 경력
- 1982           시와 경제 창간동인
- 1983 ~ 1987 실천문학 편집장 및 편집위원
- 1985           한국작가회의 사무국장
- ~ 2005        민족문학연구소 부소장
- 2002           동덕여자대학교 문예창작과 교수
- 2008 ~ 2010 해인승가대학 강사
- 2011           하버드 대학교 한국학연구소 교환 교수

## 수상경력
- 1987년 제6회 신동엽문학상(구 신동엽창작기금)
- 2005년 제50회 현대문학상
- 2006년 제14회 대산문학상

## 작품
- 시집 1987년 《밤에 쓰는 편지》 (도서출판 청사) - 2005년 개정판 (문학동네)
- 산문집 2006년 《따뜻한 밥 한 그릇》 (큰나) 신철균 사진
- 시집 2006년 《가만히 좋아하는》 (창비)
- 편저 2013년 《시를 어루만지다》 (b)
- 시집 2015년 《어린 당나귀 곁에서》 (창비)